# Динамо (футбольный клуб, Душанбе)
«Динамо» — советский футбольный клуб из Душанбе, один из старейших футбольных клубов Таджикистана и один из самых успешных клубов Таджикской ССР по количеству титулов в постсоветский период. Основан в 1935 году. Первый чемпион Таджикской ССР (1937). Свой последний трофей клуб завоевал в 1996 году — это был Чемпионат Высшей лиги Таджикистана. В 1998 году клуб был реорганизован и по сей день функционирует на любительском уровне, участвуя в различных соревнованиях и турнирах Республиканского масштаба.

## История
Футбольный клуб «Динамо», был основан в 1935 году по протекции народного комиссара внутренних дел Таджикской ССР Тарасюка Сергея Артемьевича и был базовым клубом спортивного общество «Динамо». В состав клуба входили сотрудники НКВД и ГПУ, проходящие на тот момент службу в частях и гарнизонах Таджикской ССР.
В 1937 году динамовцы добились своей первой большой победы, став чемпионами Таджикской ССР. А в 1938 году «Динамо» завоевало Кубок Таджикской ССР, таким образом получило право на участие в турнире Кубок Средней Азии в 1939 году, которая также имела статус как Чемпионат средней Азии и Казахстана. Турнир на кубок Средней Азии был проведен в Ташкенте и в нем, также участвовали обладатели Кубков Узбекской ССР, Казахской ССР и Туркменской ССР. Формат турнира был групповой, и, одержав во всех играх победы, «Динамо» Сталинабад стал победителем данного турнира и одновременно Чемпионом средней Азии и Казакхстана.
В 1946 играл в третьей группе, в 1947, 1948, 1951, 1952 годах участвовал во второй группе / классе «Б» первенства СССР.
Участник Кубка СССР (1937, 1938, 1939, 1947, 1949, 1950, 1951, 1953), Кубка СССР среди КФК (1940, 1959, 1960, 1962, 1971), Кубка чемпионов Содружества 1997, Азиатского кубка чемпионов 1997/98.

## Достижения
- Чемпион Таджикистана (1): 1996
- Чемпион Таджикской ССР (7): 1937, 1949, 1950, 1951, 1953, 1955, 1958
- Обладатель Кубка Таджикской ССР (12): 1938, 1939, 1940, 1941, 1946, 1949, 1950, 1952, 1953, 1955, 1959, 1971
- Победитель Кубка Средней Азии (1939).
- Чемпион Средней Азии и Казахстана (1939).
- В первенстве СССР — 5-е место в финале второй группы: 1947
  - Победитель среднеазиатской зоны второй группы первенства СССР: 1947
- В Кубке СССР — 1/4 финала: 1939

## Известные тренеры
- Мазанов, Георгий Васильевич — Заслуженный тренер РСФСР.
- Ахмедов, Шавкат Аъзамович — Заслуженный работник физической культуры и спорта Таджикистана.
- Курбанов, Даврон.
- Галеев, Даврод Ибрагимович.
- Ли, Сергей Борисович — Заслуженный тренер Таджикистана, Заслуженный работник физической культуры и спорта Таджикистана.